# Mission Woods
Mission Woods är en ort i Johnson County i Kansas. Vid 2020 års folkräkning hade Mission Woods 203 invånare.